# Francesc Puchal i Mas
Francesc Puchal i Mas (Barcelona, 1933-29 d'octubre de 2020)fou un veterinari català.

## Biografia
Es llicencià en veterinària a la Universitat de Saragossa el 1956, amb premi especial de final de carrera. De 1956 a 1958 fou professor adjunt de farmacologia i terapèutica a la Facultat de Veterinària d'aquesta mateixa Universitat fins que va rebre una beca de la Fundació Fulbright per a estudiar als Estats Units, on el 1961 es doctorà en nutrició animal per la Universitat d'Iowa.
De 1961 a 1963 va treballar com a investigador en nutrició d'additius en relació amb el càncer al departament de recerca de Mosanto Chemical Co, i de 1963 a 1965 aquesta empresa el nomenà director tècnic de la seva delegació europea a Brussel·les, adscrit a la divisió d'additius de pinsos i amb responsabilitat per a tot el territori europeu. De 1965 a 1967 fou director tècnic de la sucursal barcelonina, Monsanto Agrícola de España, i de 1967 a 1973 treballà per a Piensos Hens i Cargill Inc. Aprofità els coneixements adquirits en el sector per a fundar el 1968 a Barcelona Industrial Tècnica Pecuària SA.
El 1968 tornà al món acadèmic doctorant-se en veterinària per la Universitat de Madrid i obtenint la càtedra de producció animal i etnologia a la Universitat de Lleó. El 1973 guanyar l'oposició d'aquesta mateixa càtedra a la Universitat Complutense de Madrid, i de 1976 a 1982 fou director i catedràtic de Zootècnia de l'Escola d'Agricultura de Catalunya, dins la Universitat Politècnica de Catalunya. Des del 1982 fins al 1998 fou catedràtic de nutrició animal a la Facultat de Veterinària de la Universitat Autònoma de Barcelona, de la qual fou el primer degà.
Fou membre de la Societat Honorífica d'Agricultura Gamma Sigma Delta dels EUA (1961), acadèmic numerari de l'Acadèmia de Ciències Veterinàries de Catalunya des de 1966, de la qual fou president (1971-74) i president honorari, acadèmic numerari de la Reial Acadèmia de Medicina de Catalunya (1977) i de Reial Acadèmia de Farmàcia de Catalunya (1998) i membre numerari de la New York Academy of Sciences (1994). Va dirigir 17 tesis doctorals i investigar sobre digestibilitat d'aminoàcids i proteïnes, additius alimentaris fisiològics, antioxidants, enzims i pigments carotenoids en sanitat i productivitat animal.
Va estar guardonat com a comanador de l'Orde Civil Espanyol del Mèrit Agrícola (1970), rebre el premi Sant Martí de l'Ajuntament de Barcelona (1978), la Medalla de l'Agricultura Catalana de la Generalitat de Catalunya (1987), la Medalla Narcís Monturiol de la Generalitat de Catalunya (1999), la Medalla de l'Escola Superior d'Agricultura (2000) i la Creu de Sant Jordi (2011).

## Obres
- Nutrició animal : additius alimentaris, productivitat animal i salut pública (1977)
- Projecte d'explotació de cria, embocat i sacrifici de palmípedes grasses (1989)
- Pigments carotenoides naturals : importància socio-bromatològica, nutricional i sanitària (1997)